# Women and Captains First
Women and Captains First è il primo album in studio del musicista britannico Captain Sensible, pubblicato il 3 settembre 1982.

## Descrizione
L'album contiene due celebri singoli di successo: Wot, per cui fu realizzato anche un video promozionale, e Happy Talk, cover dell'originale realizzata dai South Pacific nel 1949.
Seppur siano indicate come tracce separate, la durata complessiva di Brenda Part 1 e Brenda Part 2 è indicata nel disco come la durata solo di Brenda Part 1.

## Tracce
1. Wot – 3:40
2. A Nice Cup of Tea – 3:12
3. Brenda Part 1 – 7:27
4. Brenda Part 2
5. Yanks with Guns – 4:30
6. Happy Talk – 3:27
7. Martha the Mouth – 3:52
8. Nobody's Sweetheart – 3:18
9. (What D'Ya Give) The Man Who's Gotten Everything – 4:20
10. Who Is Melody Lee, Sir? – 1:53
11. Gimme A Uniform – 3:50
12. Croydon – 5:50

Durata totale: 45:19